# Střední průmyslová škola stavební Ostrava
Střední průmyslová škola stavební, Ostrava, příspěvková organizace, poskytuje vzdělání v maturitních oborech stavebnictví, geodézie a katastr nemovitostí a technické lyceum.

## Historie
V roce 1948 vznikly při Vyšší průmyslové škole v Ostravě-Vítkovicích první třídy se zaměřením na stavitelství pod vedením ing. Ericha Rosche. V následujících letech se stavitelské obory rozšiřovaly, až se v roce 1951 osamostatnily a pod vedením ing. Josefa Bartka vznikla v Ostravě-Přívoze Vyšší průmyslová škola stavební, jež se dokonce o rok později stala první stavební večerní školou v republice, čímž ztratila pouhý regionální význam. V roce svého založení měla začínající instituce 7 tříd, kde působilo 7 interních pedagogů a 13 externích odborníků různých stavebních profesí.

Roku 1988 škola přesídlila do nové budovy v Ostravě-Zábřehu, kde se nachází dodnes. Nejvyššího počtu žáků dosáhla po roce 2000, kdy na škole studovalo kolem 700 žáků v 16 třídách denního studia stavebnictví, 4 třídách denního studia geodézie, 4 třídách denního studia technického lycea, v 1 třídě večerního studia propagačního výtvarnictví a 1 třídě dálkového studia stavebnictví.

## Ředitelé
| Ing. Josef Bartek    | od 1. 9. 1951   |                     |
| Ing. Alfons Tichý    | od 30. 11. 1953 |                     |
| Ing. Jan Životský    | od 1. 9. 1972   |                     |
| Ing. Milan Kolašin   | od 1. 3. 1975   |                     |
| Ing. Antonín Šťáva   | od 1. 9. 1978   |                     |
| Ing. Ivan Dvořák     | od 16. 11. 1991 | zastupující ředitel |
| Ing. Jose Huňa       | od 1. 4. 1992   |                     |
| Ing. Norbert Hanzlík | od 1. 6. 1996   |                     |

## Absolventi
- Mezi absolventy patří například cestovatel a mořeplavec Richard Konkolski (odmaturoval v roce 1963),
- Trenér a hokejový obránce Miloš Holaň (absolvent z roku 1989),
- Ing. arch. Radim Václavík (na SPŠS studoval v letech 1983-1987) ze studia ATOS-6,
- Ing. arch. David Kotek (studia na SPŠS mezi léty 1991-1995) z Projektstudia
- Ing. arch. Ondřej Vysloužil (SPŠS navštěvoval v letech 1994-1998).
- Skladatel a hudebník Radomír Pastrňák (absolvoval v roce 1982) ze skupiny Buty
- Hudebník Marek Zeman, Marow, (absolvent z roku 2000), člen bývalé skupiny Banana,
- Absolventem ateliéru Jiřího Sopka je malíř a pedagog Ondřej Tkačík (odmaturoval roku 2000),
- Politik a bývalý hejtman Moravskoslezského kraje Miroslav Novák
- Florbalista a influencer Adam Choma